# Hans Lynge
Hans Louis Abel Lynge (Nuuk, 6 de septiembre de 1906-Haderslev, 2 de julio de 1988) fue un pintor, escritor, escultor y político groenlandés.
Su obra, influenciada por el impresionismo, y de temática mitológica,  familiar y local, da a conocer la cultura de la isla. Su padre Niels Lynge era reverendo y también pintor.

## Libros
- 1934 – TigorKârâ pissarâ
- 1938 – Erssíngitsup piumassâ
- 1981–82 – Grønlands indre liv